# Ville-au-Val
Ville-au-Val is een gemeente in het Franse departement Meurthe-et-Moselle (regio Grand Est) en telt 147 inwoners (1999). De plaats maakt deel uit van het arrondissement Nancy.

## Geografie
De oppervlakte van Ville-au-Val bedraagt 5,9 km², de bevolkingsdichtheid is 24,9 inwoners per km².
De onderstaande kaart toont de ligging van Ville-au-Val met de belangrijkste infrastructuur en aangrenzende gemeenten.

## Demografie
Onderstaande figuur toont het verloop van het inwonertal (bron: INSEE-tellingen).